# Pinicola enucleator
Il ciuffolotto delle pinete (Pinicola enucleator (Linnaeus, 1758)) è un uccello passeriforme appartenente alla famiglia Fringillidae, nell'ambito della quale rappresenta l'unica specie del genere Pinicola Vieillot, 1808.

## Etimologia
Il nome scientifico del genere, Pinicola, deriva dal latino e significa "abitatore delle pinete" (pinus, "pino" + colere, "abitare"), mentre il nome della specie, enucleator, deriva anch'esso dal latino e significa "che rimuove il nucleo" (prefisso negativo -e, "fuori" + nucleus, "nucleo"): il significato del nome scientifico di questi uccelli è quindi "abitatore delle pinete che rimuove il nucleo", in riferimento al loro habitat e alla loro dieta granivora.

## Descrizione

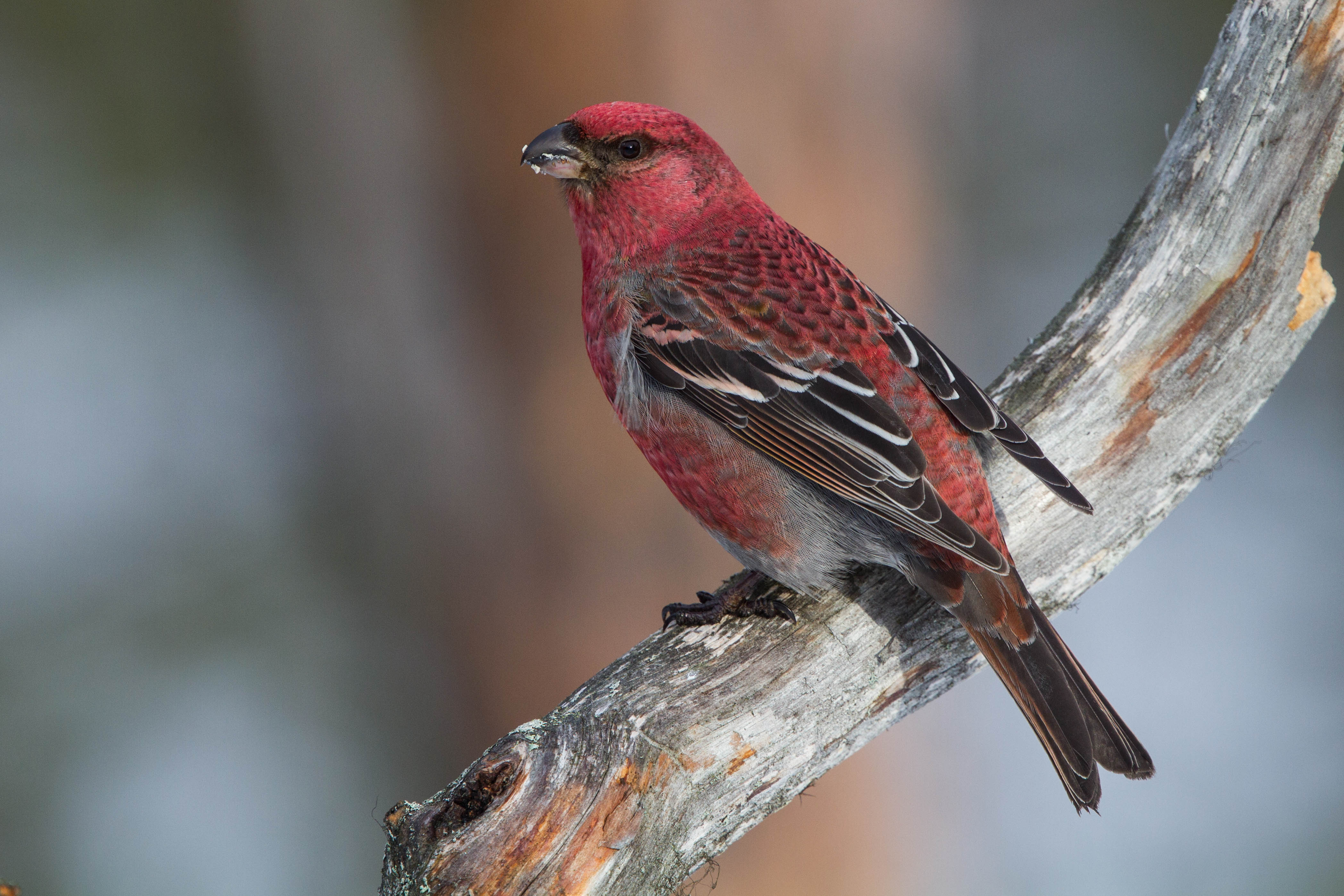
Maschio a Seaford.

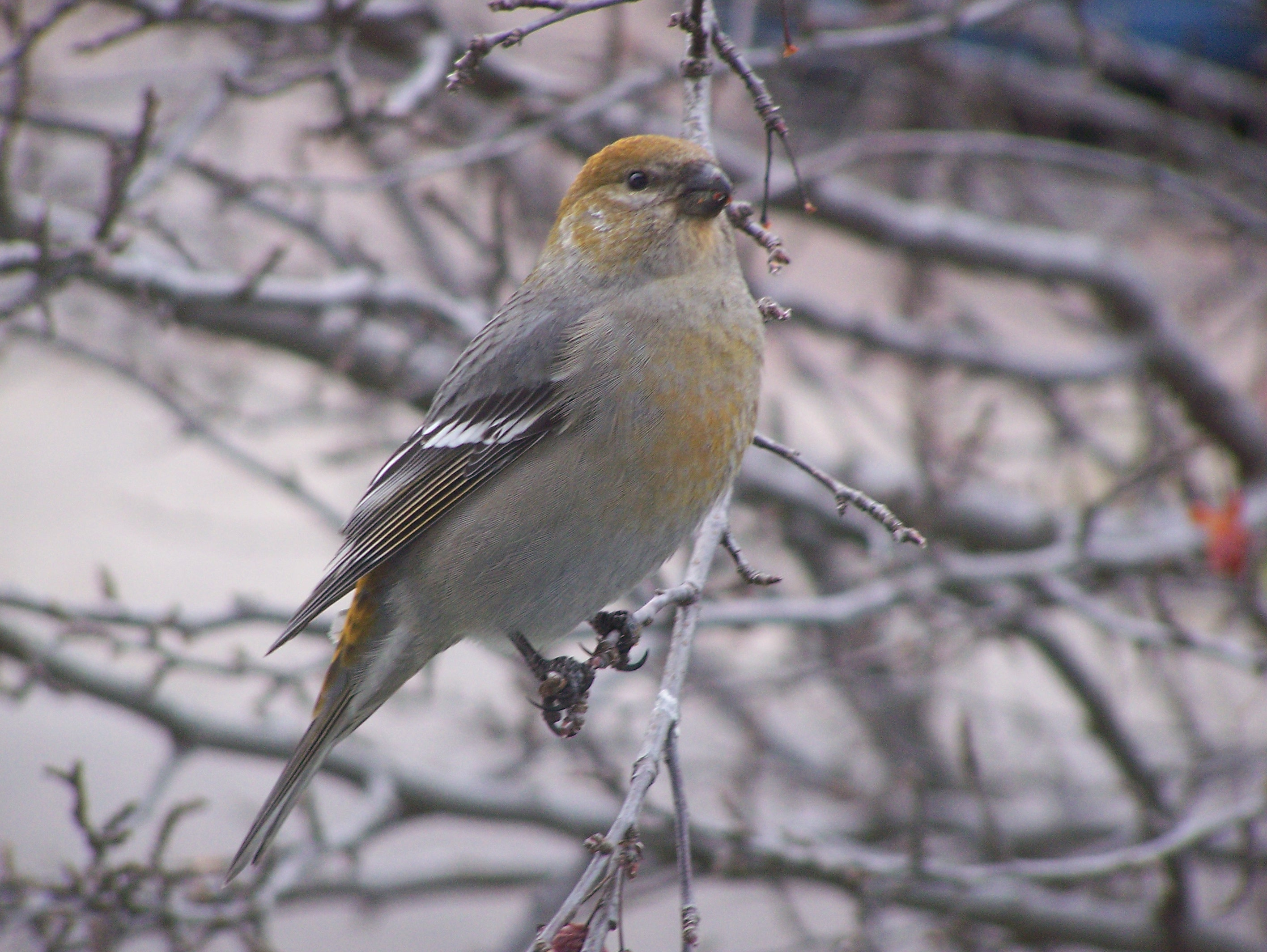
Femmina adulta in natura.

### Dimensioni
Misura 18,5-25,5 cm di lunghezza (dimensioni massime che, sebbene del tutto eccezionali, ne fanno il fringillide di maggiori dimensioni), per 42-78 g di peso. L'ala misura mediamente 10,2-11,6 cm dal polso alla punta, la coda 7,8-9,5 cm, il becco 1,5-1,65 cm.

### Aspetto
Si tratta di uccelli dall'aspetto massiccio e robusto, muniti di coda dalla punta forcuta e corto becco dalle punte lievemente incrociate: nel complesso, i ciuffolotti delle pinete possono dirsi somiglianti a un ibrido fra ciuffolotto e crociere o a un ciuffolotto americano di taglia extra-large.
Il piumaggio presenta dicromatismo sessuale: nei maschi, infatti, la livrea è di colore rosso cremisi, con ali di colore bruno scuro e decise sfumature grigiastre su faccia, gola e fianchi, mentre il basso ventre è grigio-biancastro e fra becco e occhi è presente una sottile banda nera che forma una mascherina. Le femmine, invece, presentano livrea dominata dalle tinte del grigio-bruno, con ali e coda più scure e sfumature aranciate su testa e petto. In ambedue i sessi becco e zampe sono nerastri, mentre gli occhi sono di colore bruno-giallastro e le penne copritrici presentano orlo biancastro.

## Biologia
Si tratta di uccelli dalle abitudini diurne, che vivono perlopiù da soli o in coppie (tendenza che si acuisce durante il periodo riproduttivo), ma che possono riunirsi in gruppi anche di una cerca consistenza in caso di fonti abbondanti di cibo, generalmente riunendosi su grossi alberi da frutto a maturazione e spostandosi dopo avere consumato le risorse ivi disponibili: caratteristica peculiare è il loro incedere piuttosto lento. Il canto è abbastanza sommesso e gorgheggiato.

### Alimentazione

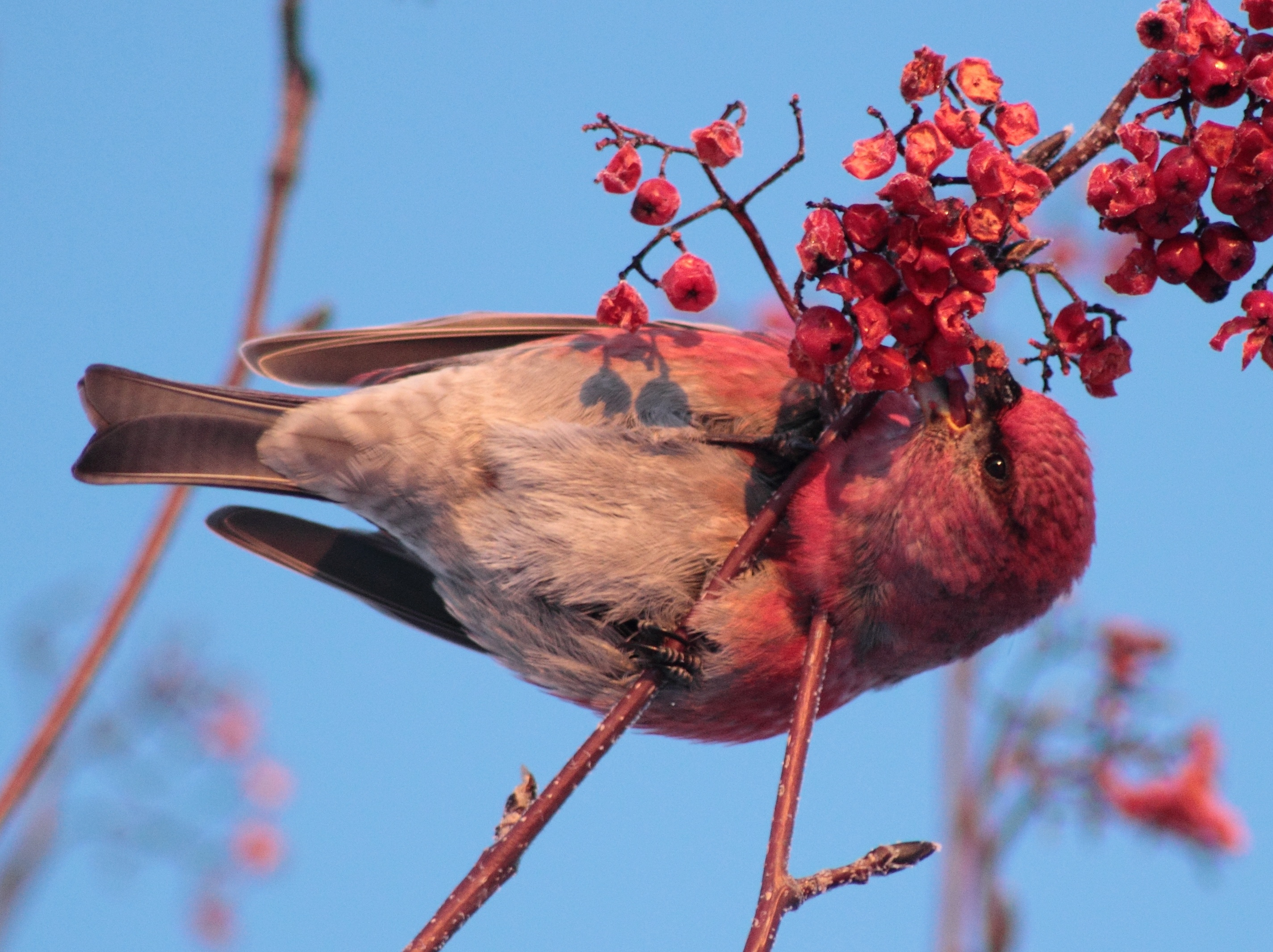
Maschio si nutre di mele selvatiche in Finlandia.

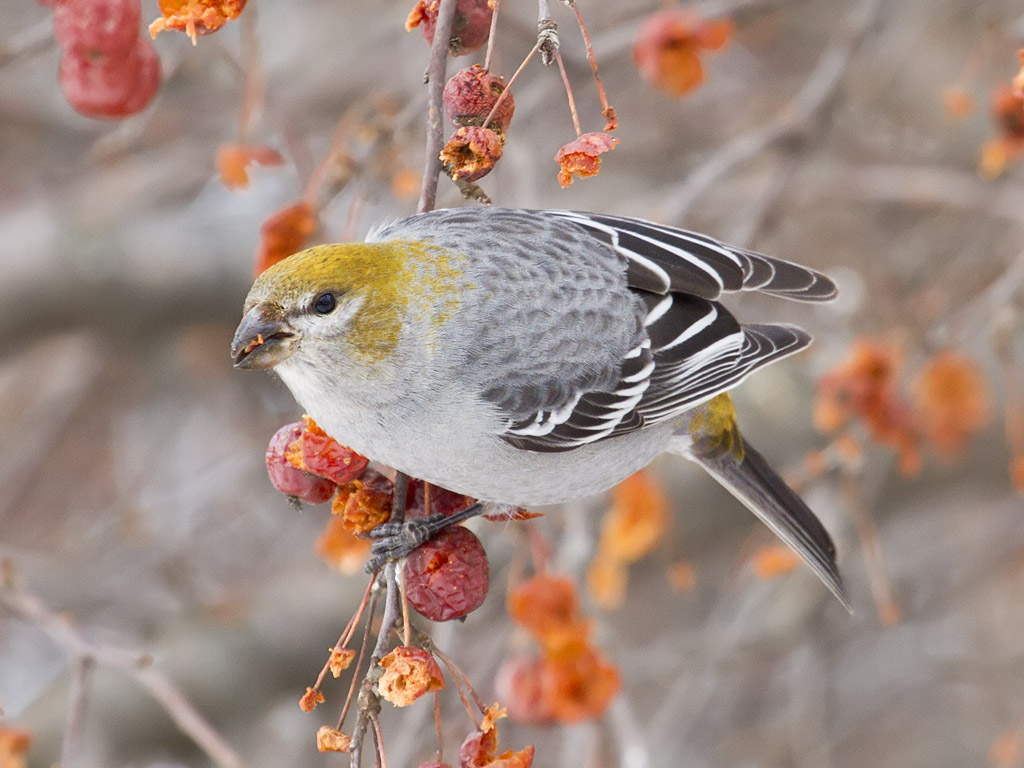
Femmina adulta si nutre di mele selvatiche nel Michigan.

Si tratta di uccelli quasi esclusivamente granivori, la cui dieta si basa su semi e granaglie di varie piante (in cattività si dimostra particolarmente ghiotto di quelli di girasole), pinoli, bacche e germogli, principalmente di conifere, mentre i frutti vengono presi in considerazione unicamente per consumarne i semi, lasciandone la polpa: occasionalmente i ciuffolotti delle pinete si cibano anche di insetti ed altri piccoli invertebrati, ma il 99% della loro dieta si basa su alimenti di origine vegetale.

### Riproduzione
La stagione riproduttiva va da maggio a luglio: durante questo periodo, le coppie risultano molto territoriali nei confronti di eventuali intrusi che si avvicinano incautamente al sito di nidificazione, scacciandoli energicamente.

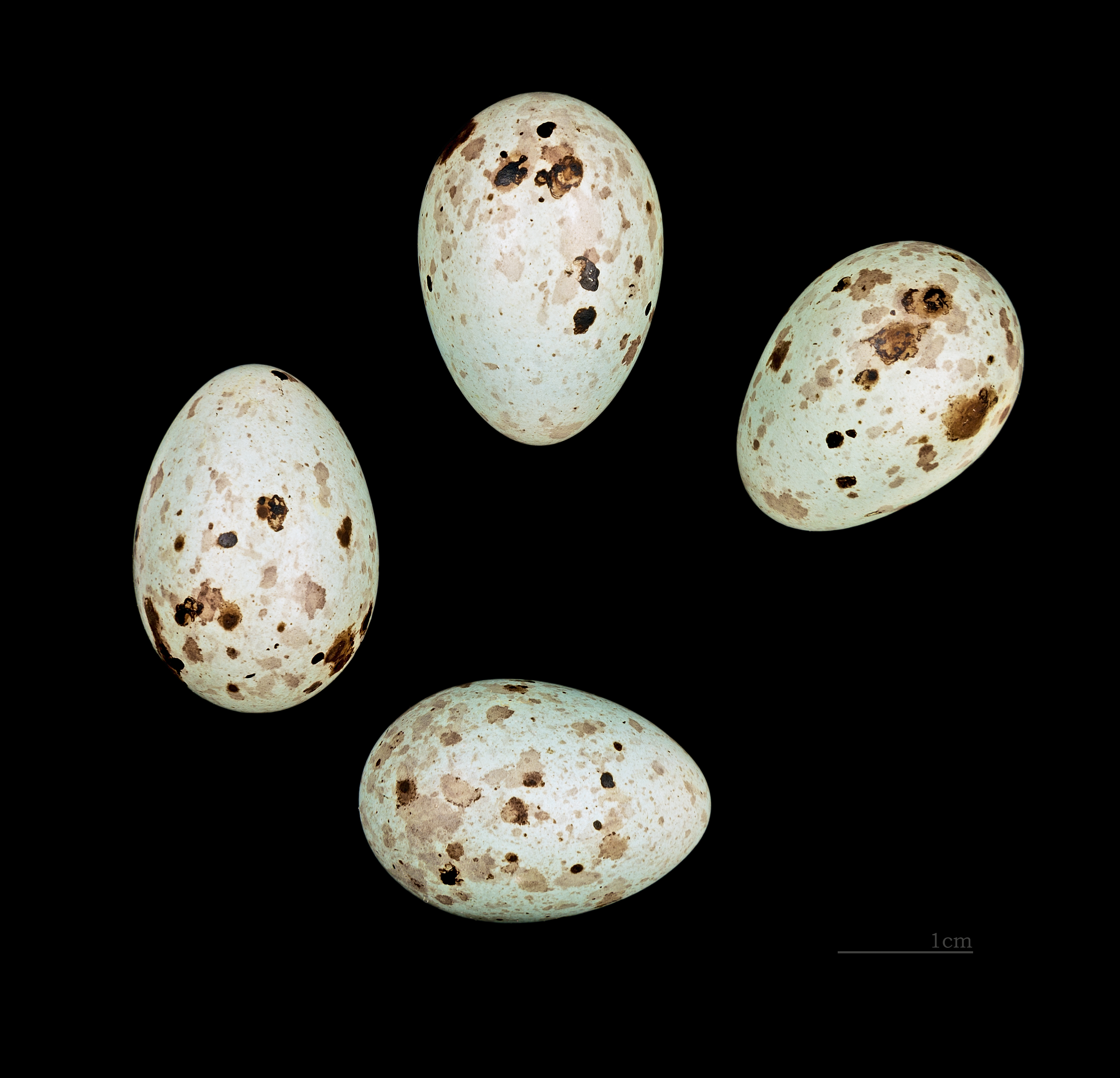
Uova al museo di storia naturale di Tolosa.

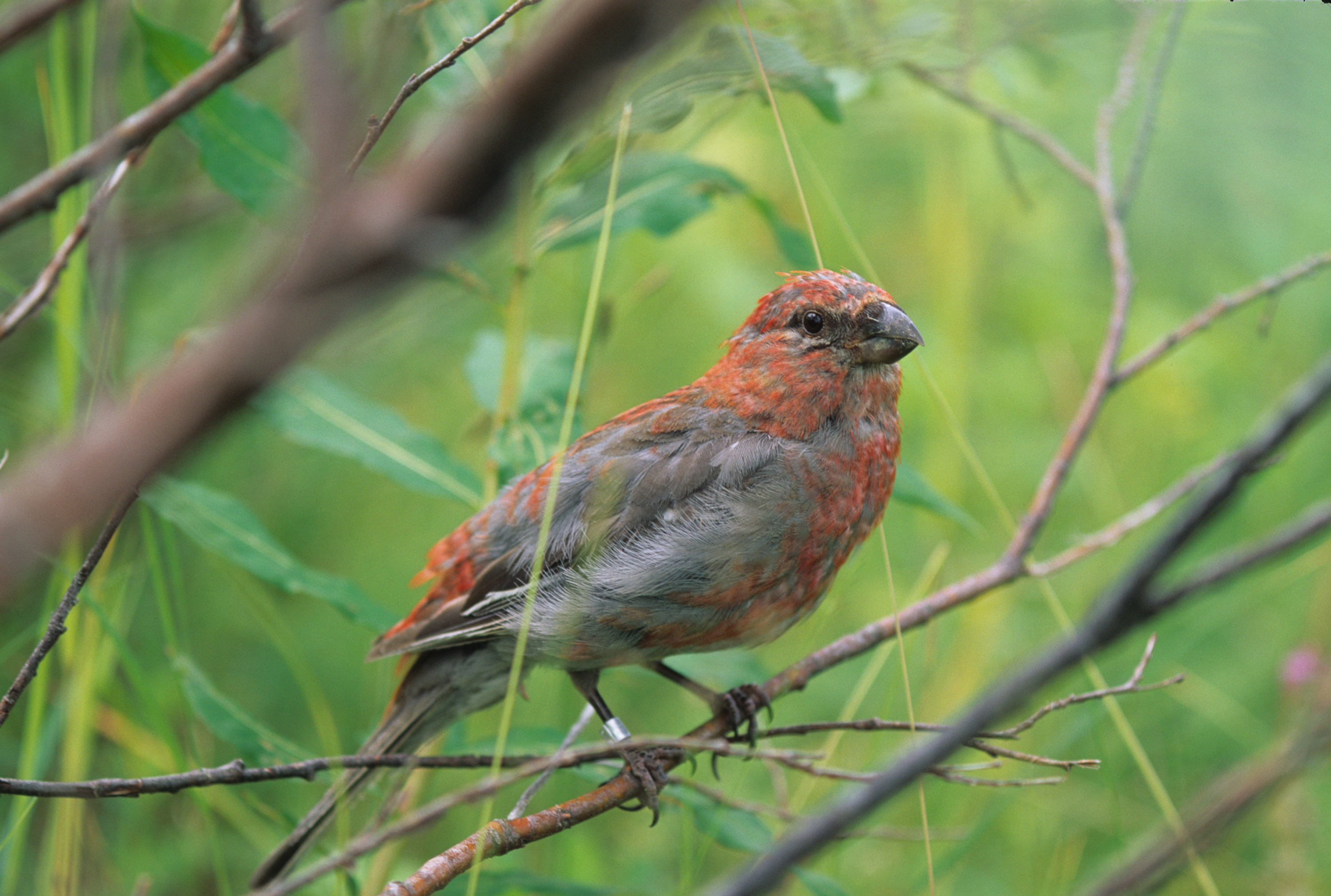
Giovane maschio in muta.

Il nido, a forma di coppa, viene costruito dalla sola femmina utilizzando ramoscelli, radici, erbe e licheni: al suo interno, essa depone 2 -6 uova azzurrine con sparse maculature brune. Le uova, covate dalla femmina (col maschio che staziona di guardia nei pressi del nido e si occupa di procacciare il cibo), si schiudono dopo circa due settimane di cova. I pulli, ciechi ed implumi alla schiusa, vengono accuditi da ambedue i genitori, che si occupano di imbeccarli con semi rigurgitati e piccoli invertebrati e che sviluppano durante il periodo riproduttivo apposite sacche golari per poter trasportare maggiori quantità di cibo: essi sono in grado d'involarsi attorno al ventesimo giorno dalla schiusa, tuttavia tendono a rimanere nei pressi del nido ancora per qualche tempo prima di disperdersi.
La speranza di vita di questi uccelli è di circa 3 anni in natura: l'esemplare più longevo finora osservato di ciuffolotto delle pinete aveva 9 anni e 9 mesi e venne catturato in Québec nel 1970.

## Distribuzione e habitat

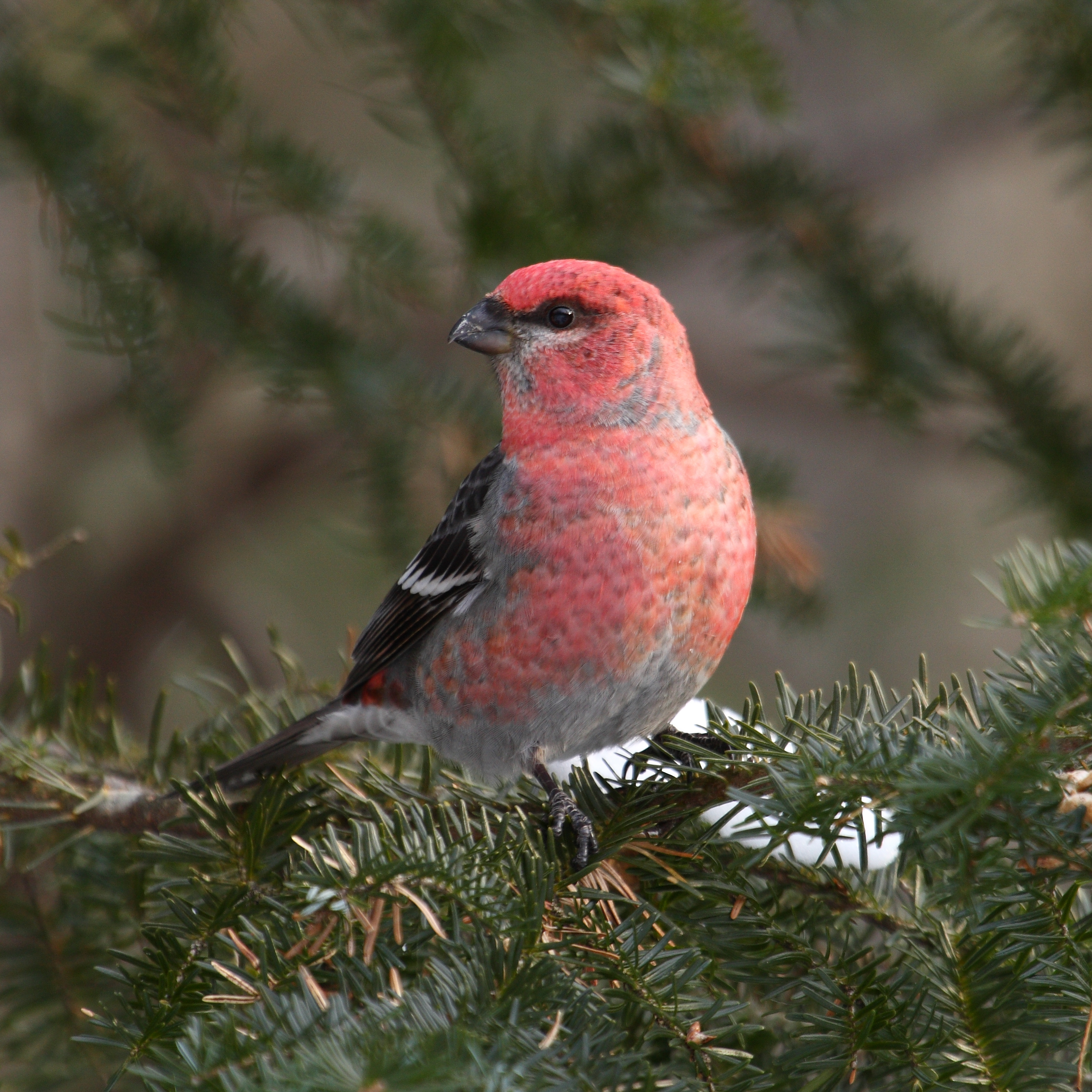
Maschio su una conifera nel Québec.

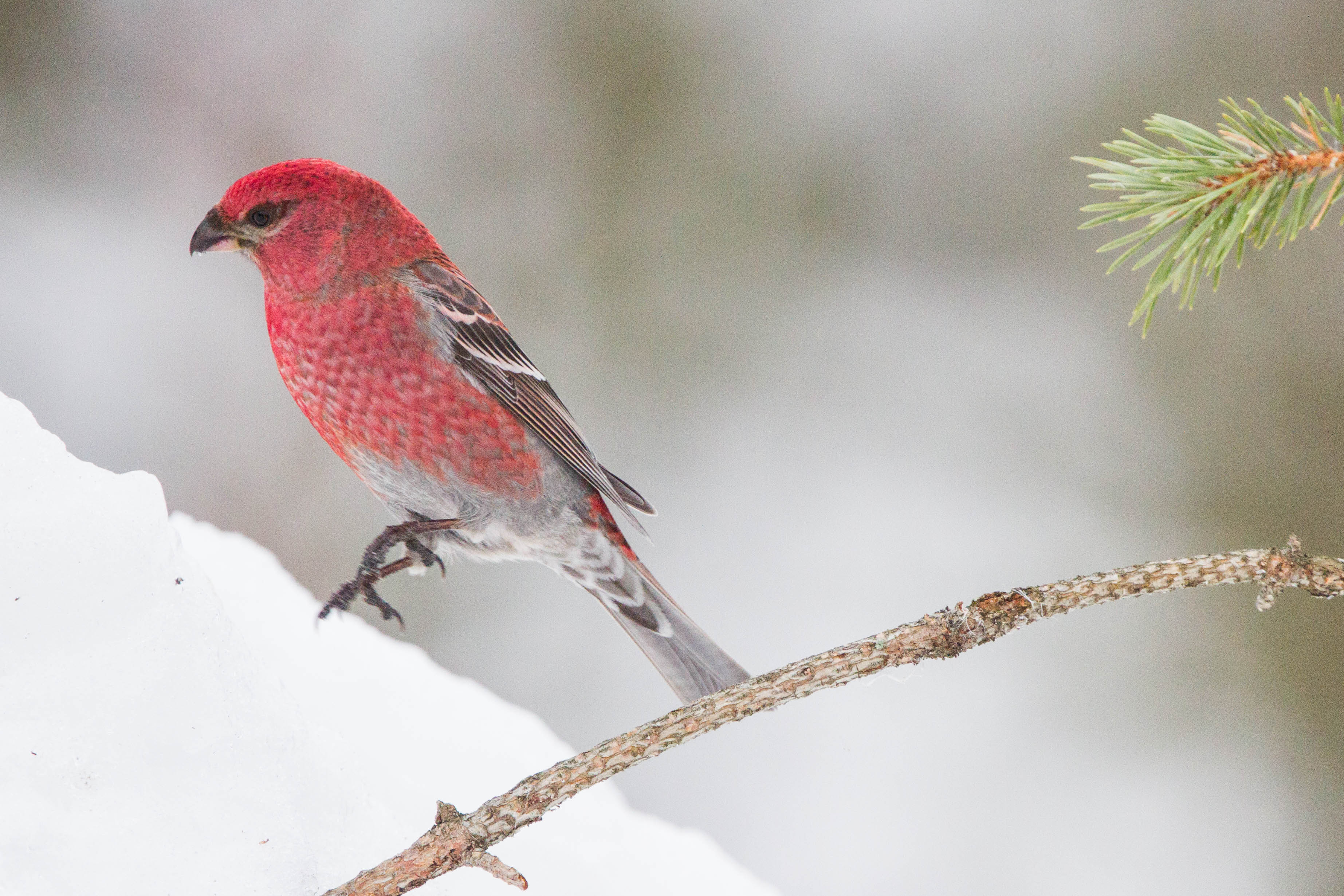
Maschio in ambiente innevato a Seaford.

Il ciuffolotto delle pinete è una specie a distribuzione olartica, in quanto è possibile osservarlo in un vasto areale che abbraccia tutte le regioni del Nord Europa e dell'Asia settentrionale oltre che in buona parte del nord dell'America Settentrionale.
L'habitat di questi uccelli è rappresentato (come intuibile sia dal nome scientifico che dal nome comune) dalle pinete boreali di pianura e subalpine, tuttavia è possibile osservarlo anche nei boschi di latifoglie e nelle aree aperte.
La specie si dimostra piuttosto mobile nel suo areale di appartenenza, compiendo migrazioni anche di una certa entità alla ricerca di cibo e acqua e spostandosi al sud del proprio areale durante l'inverno, salvo poi fare ritorno al nord con la bella stagione: specialmente i giovani si disperdono su lunghe distanze una volta raggiunta l'indipendenza. In Italia la specie è considerata accidentale e solo esemplari isolati sono stati avvistati durante l'inverno.

## Tassonomia
Se ne riconoscono 8 sottospecie:
- Pinicola enucleator enucleator (Linnaeus, 1758) - La sottospecie nominale, diffusa dalla Scandinavia alla Siberia centrale;
- Pinicola enucleator kamtschatkensis (Dybowski, 1883) - diffusa in Siberia nord-orientale;
- Pinicola enucleator sakhalinensis (Buturlin, 1915) - endemica di Sachalin e delle Isole Curili;
- Pinicola enucleator flammula Homeyer, 1880 - diffusa lungo la costa pacifica del Canada e dell'Alaska meridionale;
- Pinicola enucleator carlottae Brooks, AC, 1922 - endemica di Haida Gwaii;
- Pinicola enucleator montana Ridgway, 1898 - diffusa in Canada centro-meridionale e USA centro-occidentali;
- Pinicola enucleator californica Price, 1897 - endemica della Sierra Nevada;
- Pinicola enucleator leucura (Statius Müller, 1776) - diffusa in Canada orientale.

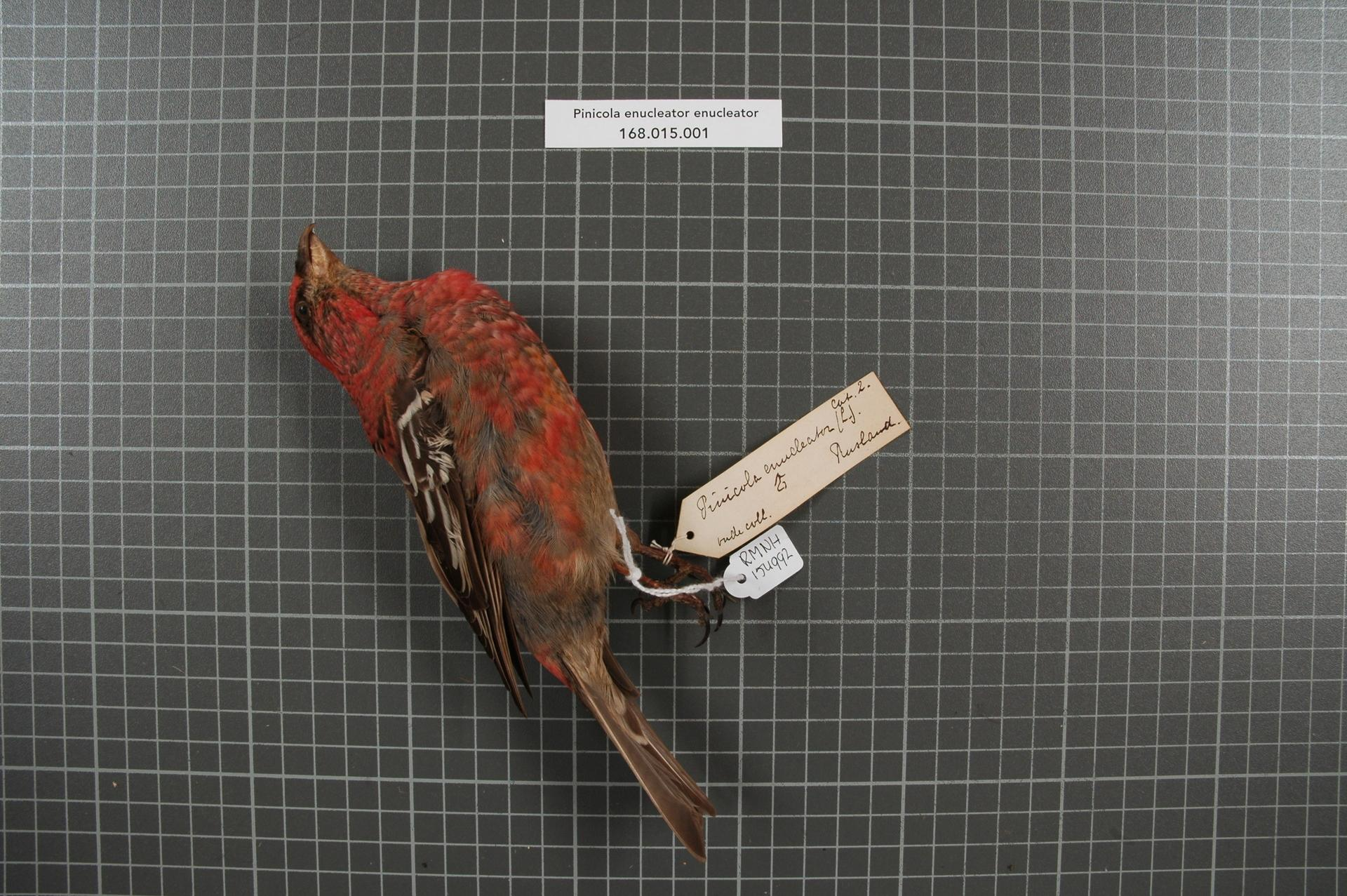
Maschio impagliato della sottospecie nominale.
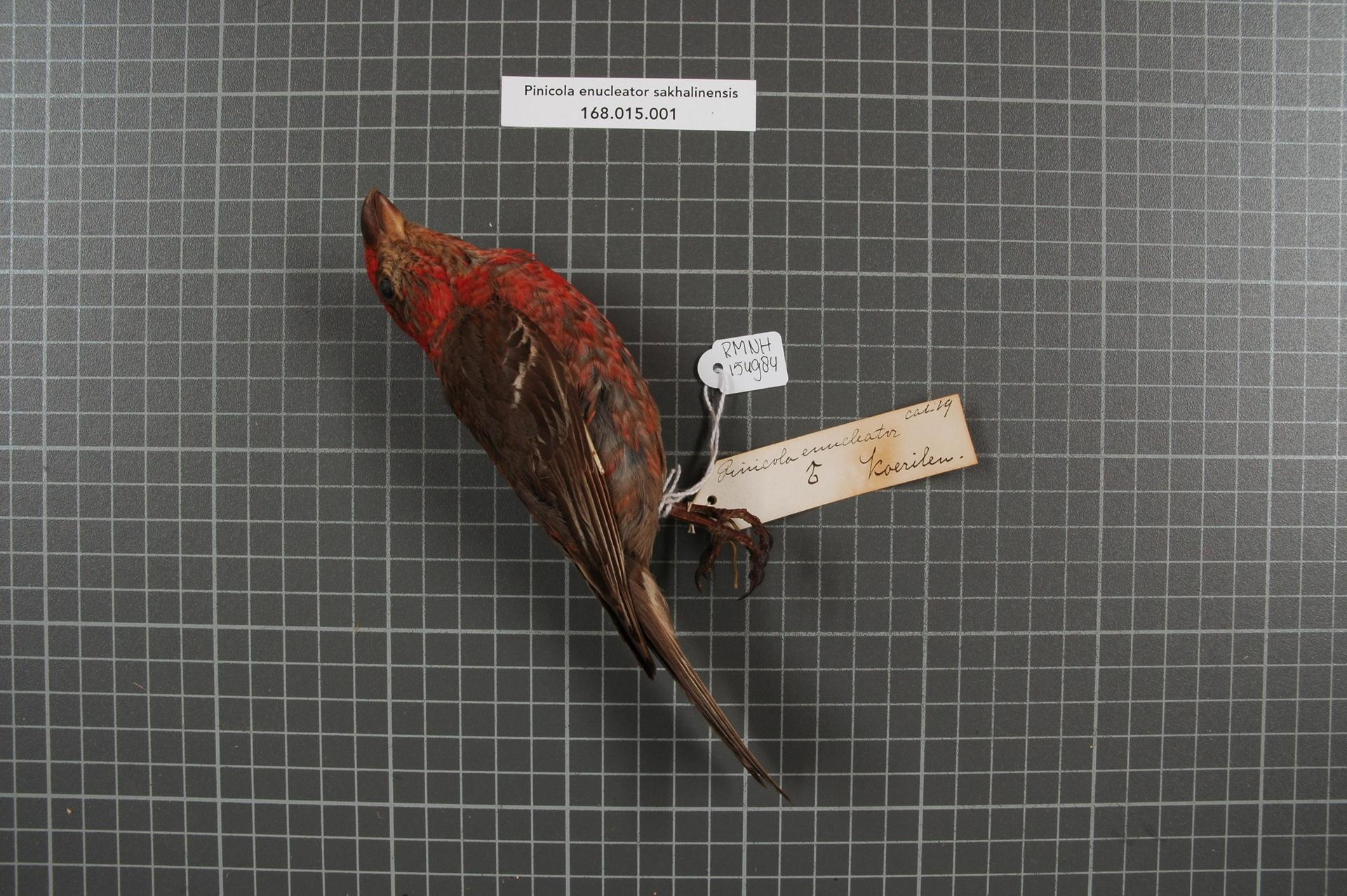
Maschio impagliato della sottospecie sakhalinensis.
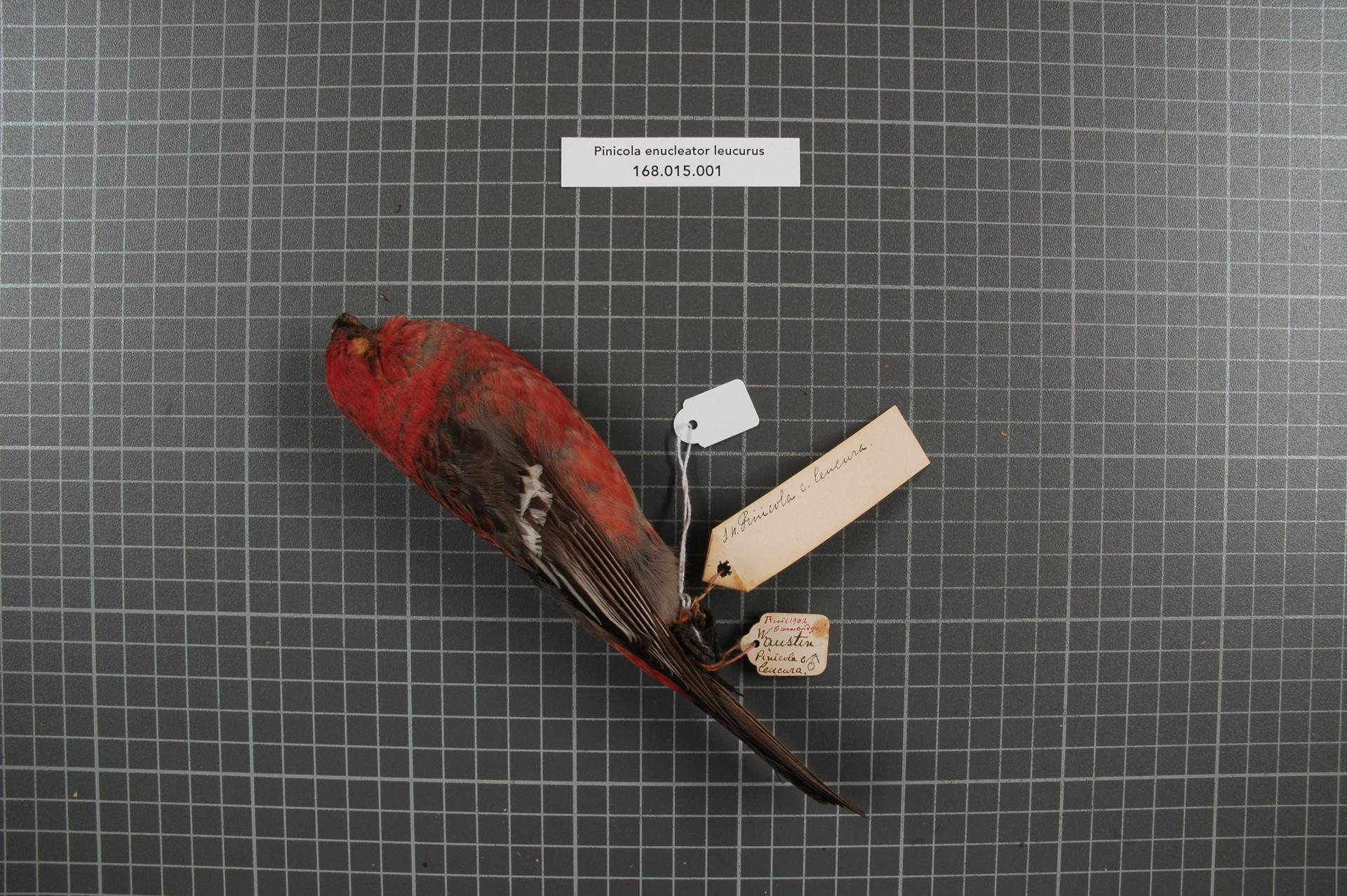
Maschio impagliato della sottospecie leucura.

Secondo alcuni autori sarebbero da considerare sottospecie a sé stanti anche le popolazioni dell'entroterra dell'Alaska e di Terranova, coi nomi rispettivamente di P. e. alascensis e P. e. eschatosa, attualmente considerate parte rispettivamente delle sottospecie flammula e leucura.

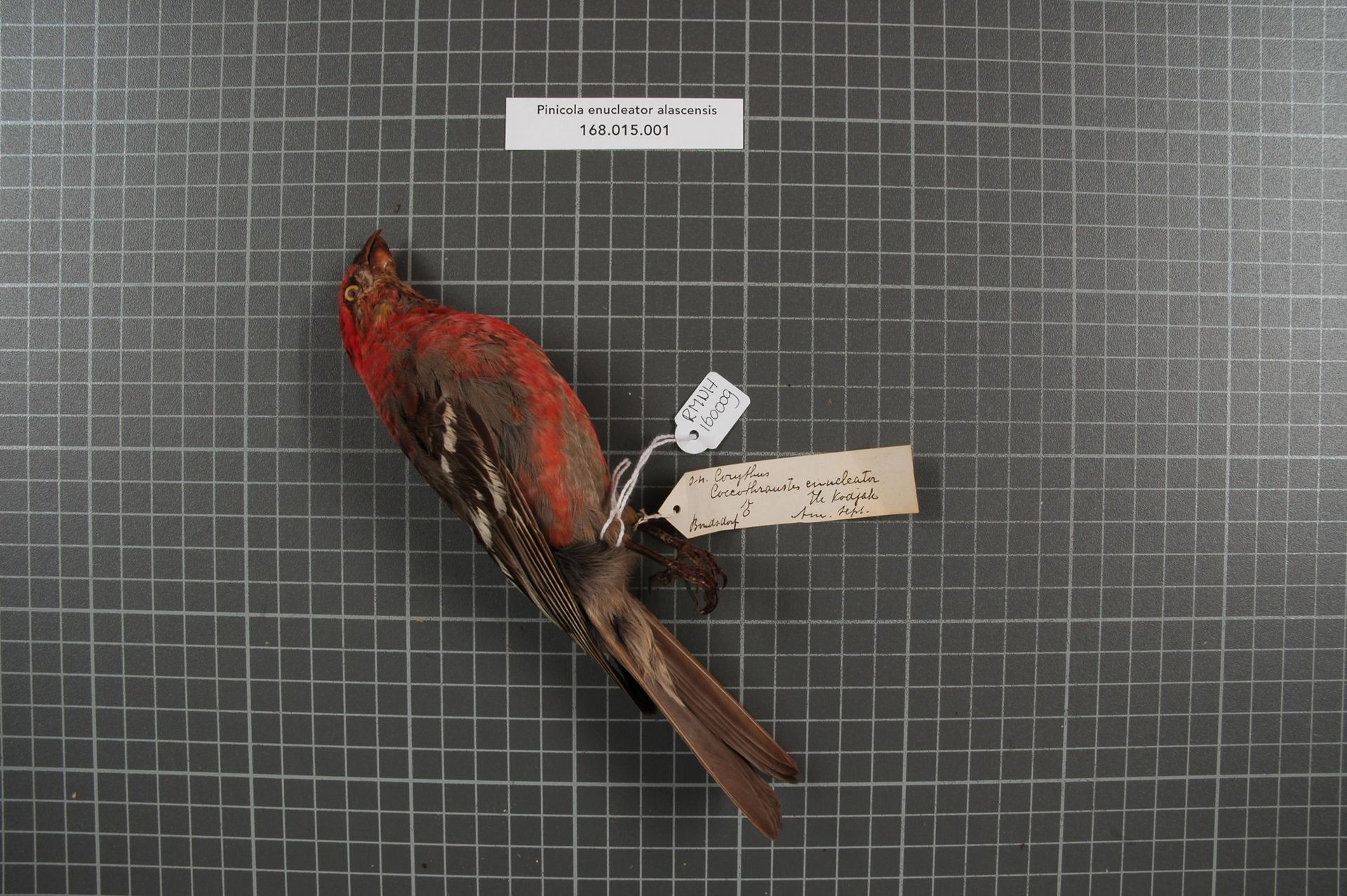
Maschio impagliato della presunta sottospecie alascensis.
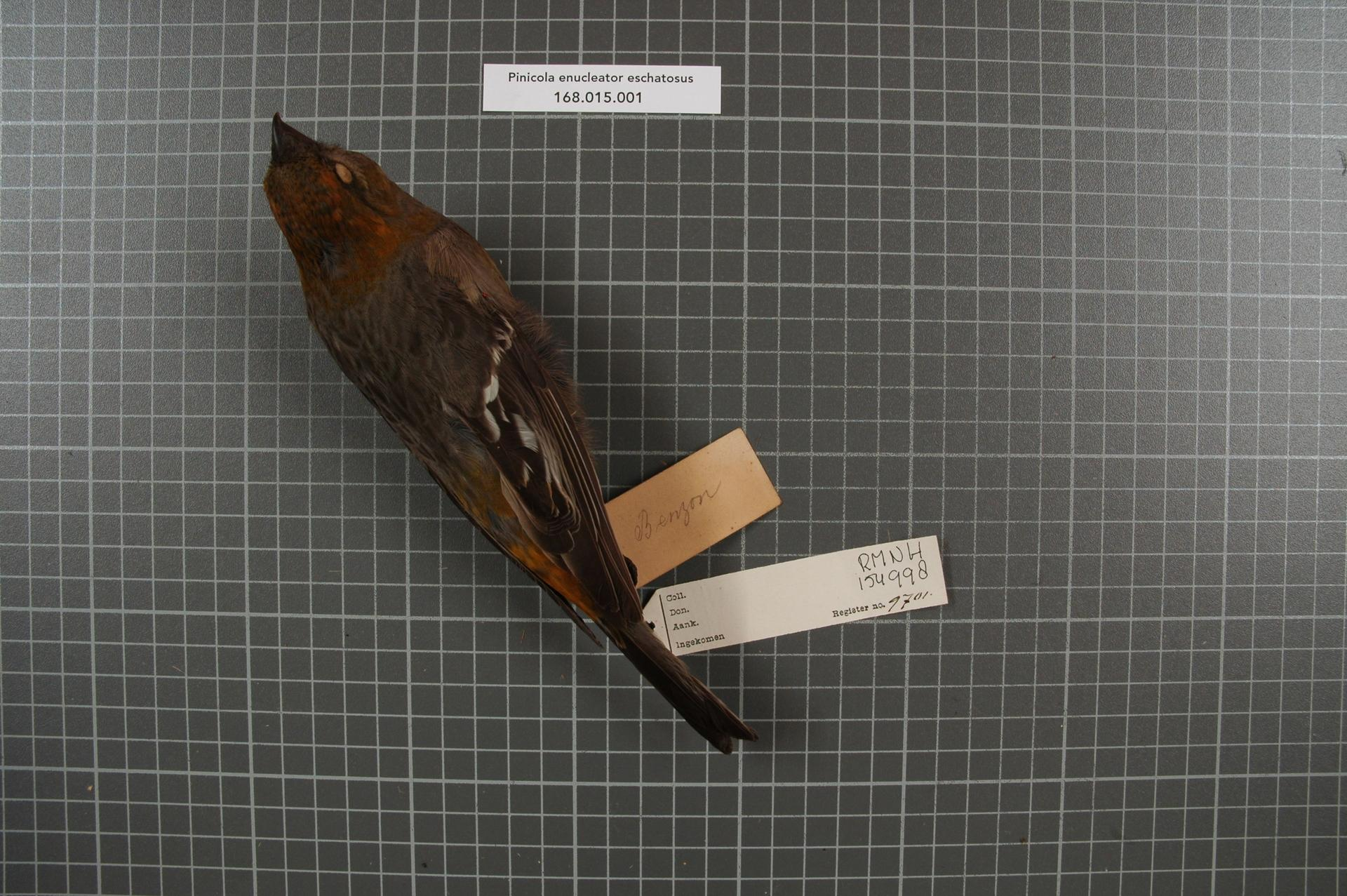
Giovane maschio impagliato della presunta sottospecie eschatosa.

Nell'ambito della famiglia dei fringillidi, il ciuffolotto delle pinete occupa la tribù dei Pyrrhulini, nell'ambito della quale appartiene a un clade ben distinto vicino ai ciuffolotti propriamente detti del genere Pyrrhula, dai quali questi uccelli hanno cominciato a divergere durante il Miocene.

Fino a tempi recenti, il fringuello dal sopracciglio cremisi veniva anch'esso ascritto al genere Pinicola, col nome di P. subhimachala: gli esami del DNA mitocondriale hanno tuttavia rivelato che tale affinità si basa unicamente su dati morfologici piuttosto che su un'effettiva stretta parentela, sicché questa specie è stata spostata nel genere Carpodacus e Pinicola rimane monotipico.